# Pristimantis daquilemai
Pristimantis daquilemai — вид жаб родини Craugastoridae. Описаний у 2021 році.

## Поширення
Ендемік Еквадору. Поширений на гірському масиві Кордильєра-дель-Кондор в провінції Самора-Чинчипе на півдні країни.

## Опис
Мініатюрна жаба (самиці завдовжки 17,1±1,1 мм; самці — 13,2±0,9 мм), що характеризується наявністю «› ‹»-подібних лопаткових складок з двома підконічними горбками на присередній та задній ділянках складок; барабанна перетинка і барабанне кільце присутні, але їх не видно зовні; присутній виступаючий ростральний сосочок; верхня повіка з одним подовженим конічним горбком; конічний горбок на п'ятах; пах з помаранчевими або жовтими плямами.